# العلاقات البوتانية الناوروية
العلاقات البوتانية الناوروية هي العلاقات الثنائية التي تجمع بين بوتان وناورو.

## مقارنة بين البلدين
هذه مقارنة عامة ومرجعية للدولتين:
| وجه المقارنة                                              | بوتان          | ناورو                          |
| --------------------------------------------------------- | -------------- | ------------------------------ |
| المساحة (كم2)                                             | 38.39 ألف      | 21                             |
| عدد السكان (نسمة)                                         | 807.61 ألف     | 10.08 ألف                      |
| الكثافة السكانية (ن./كم²)                                 | 21.04          | 48.00 ألف                      |
| العاصمة                                                   | تيمفو          | ضاحية يارين                    |
| اللغة الرسمية                                             | لغة دزونكا     | اللغة الناورونية، لغة إنجليزية |
| العملة                                                    | نغولترم بوتاني | دولار أسترالي                  |
| الناتج المحلي الإجمالي (بليون دولار)                      | 2.51 مليار     | 113.88 مليون                   |
| الناتج المحلي الإجمالي (تعادل القوة الشرائية) بليون دولار | 6.49 مليار     | 162.98 مليون                   |
| الناتج المحلي الإجمالي الاسمي للفرد دولار أمريكي          | 2.66 ألف       | 9.83 ألف                       |
| الناتج المحلي الإجمالي للفرد دولار أمريكي                 | 7.82 ألف       |                                |
| مؤشر التنمية البشرية                                      | 0.605          |                                |
| رمز المكالمات الدولي                                      | +975           | +674                           |
| رمز الإنترنت                                              | .bt            | .nr                            |
| المنطقة الزمنية                                           | ت ع م+06:00    | ت ع م+12:00                    |

## منظمات دولية مشتركة
يشترك البلدان في عضوية مجموعة من المنظمات الدولية، منها:
| علم المنظمة | اسم المنظمة                   | تاريخ انضمام بوتان | تاريخ انضمام ناورو |
| ----------- | ----------------------------- | ------------------ | ------------------ |
|             | يونسكو                        | 13 أبريل 1982      | 17 أكتوبر 1996     |
|             | الاتحاد البريدي العالمي       | ?                  | ?                  |
|             | منظمة الشرطة الجنائية الدولية | ?                  | ?                  |
|             | الأمم المتحدة                 | 21 سبتمبر 1971     | 14 سبتمبر 1999     |
|             | بنك التنمية الآسيوي           | 1982               | 1991               |
|             | الاتحاد الدولي للاتصالات      | 15 سبتمبر 1988     | 10 يونيو 1969      |
|             | منظمة حظر الأسلحة الكيميائية  | ?                  | ?                  |

## وصلات خارجية
- موقع وزارة الخارجية البوتانية